# محوطه گل کوشکک
محوطه گل کوشکک مربوط به دوران پیش از تاریخ ایران باستان است و در شهرستان کوهرنگ، بخش مرکزی، دهستان شوراب تنگزی، ۳/۵ کیلومتری جنوب و غرب روستای دهنوی پایین واقع شده و این اثر در تاریخ ۲۷ اسفند ۱۳۸۷ با شمارهٔ ثبت ۲۶۳۲۷ به‌عنوان یکی از آثار ملی ایران به ثبت رسیده است.